# Kościół Męczeństwa św. Jana Chrzciciela w Łaziskach Górnych
Kościół Męczeństwa świętego Jana Chrzciciela – rzymskokatolicki kościół parafialny należący do dekanatu Łaziska archidiecezji katowickiej. Znajduje się w Łaziskach Średnich, dzielnicy miasta Łaziska Górne.
Świątynia została zaprojektowana przez katowickiego architekta - Gambca. Kamień węgielny pod budowę kościoła został poświęcony 5 września 1937 roku przez księdza Wilhelma Kasperlika. W 1939 roku zostały ukończone prace budowlane. W czasie kampanii wrześniowej, na skutek uderzenia pocisku, zniszczona została fasada, dach, sufity, mury wewnętrzne i ołtarze świątyni. Kościół został odbudowany i poświęcony przez księdza J. Głowińskiego 25 grudnia 1940 roku.
Świątynia została wzniesiona w stylu funkcjonalistycznym, jest budowlą murowaną wybudowaną z cegły, posiada krokwiowo- płatwiową konstrukcję dachu oraz żelbetową konstrukcję prezbiterium, przedsionków i piwnic. W 1950 roku został poświęcony nowy ołtarz, przedstawiający Boga Ojca, Ducha Świętego i chrzest Pana Jezusa w Jordanie, oraz nauczanie ludzi przez św. Jana i jego śmierć męczeńską.
Rzeźby ołtarzowe wykonali zostały wykonane przez artystów: Franciszka Baranowskiego i Jana Feluwofa z Bydgoszczy. Świątynia posiada także obrazy namalowane przez malarza Goldę z Łazisk Górnych.